# Ameca (robot)

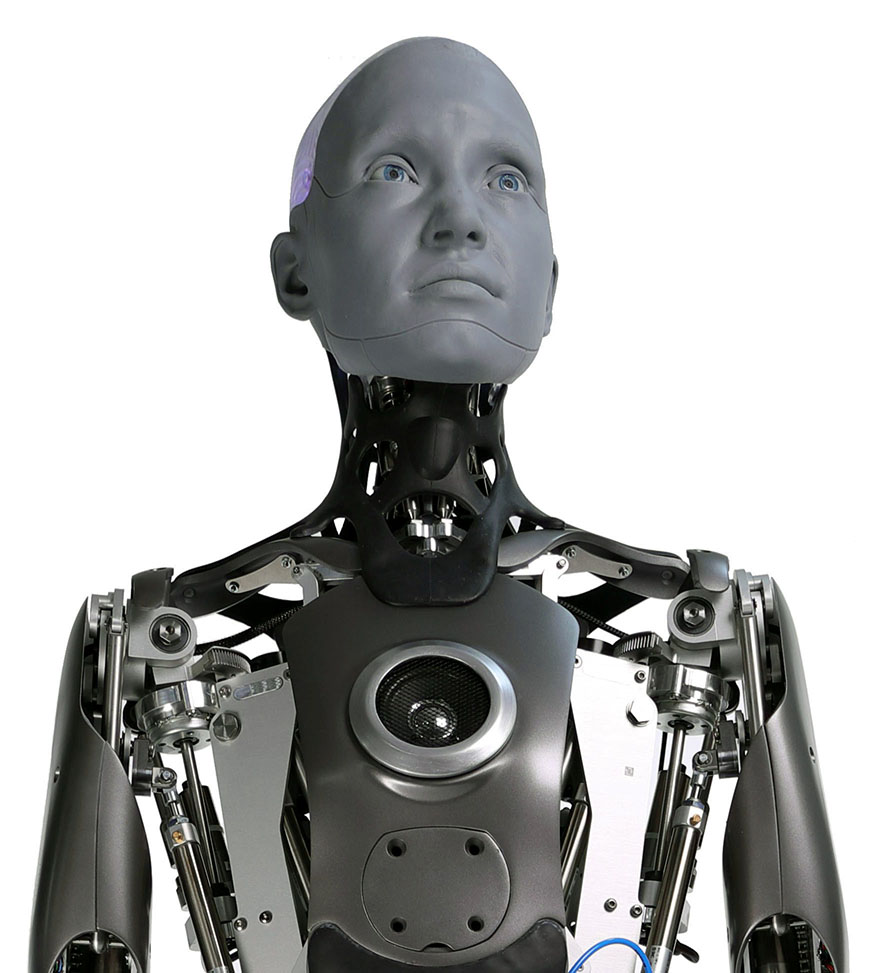
Ameca

Ameca is een mensachtige robot (humanoid robot) gemaakt door Engineered Arts.

## Geschiedenis
De eerste versie van Ameca werd ontwikkeld op het hoofdkantoor van Engineered Arts in Cornwall in Groot-Brittannië. Het project begon in februari 2021 en de eerste video verscheen op 1 december 2021. Ameca kreeg veel aandacht op Twitter en TikTok, voorafgaande aan de eerste openbare demonstratie op de Cunsumer Elektrik Show 2022 (CES), waar CNET en andere nieuwsmedia hem filmden. Ameca presenteerde een kerstboodschap die getoond werd door de Britse publieke omroep Channel 4 op Eerste Kerstdag 2022.

## Functies
Ameca is in de eerste plaats ontworpen voor het verder ontwikkelen van robottechnologieën waarbij er interactie en communicatie tussen mens en robot is. Het maakt gebruik van ingebouwde microfoons, op binoculaire ogen gemonteerde camera's, een camera op de borst en software voor gezichtsherkenning om te communiceren. Interacties kunnen worden beheerd door GPT-3 of menselijke 'telepresence'. Ameca heeft ook gearticuleerde gemotoriseerde armen, vingers, nek en gelaatstrekken.
Het uiterlijk van Ameca heeft een grijze rubberen huid op het gezicht en handen, en is speciaal ontworpen om er geslachtsloos uit te zien.

## Openbare optredens 2022
- Consumer Electronics Show 2022[11][12]
- Deutsches Museum Neurenberg[13]
- OMR-festival 2022 georganiseerd door Vodafone[14]
- GITEX 2022[15]